# Maple Copse Cemetery

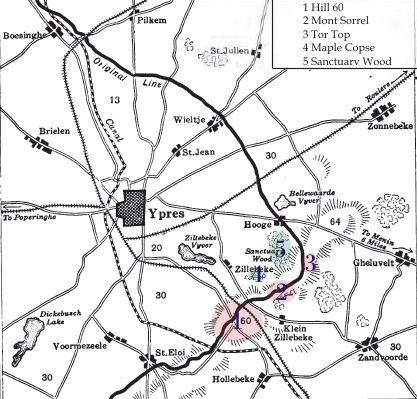
Belangrijke punten in de slag om Mount Sorrel per juni 1916.

Maple Copse Cemetery is een Britse militaire begraafplaats met gesneuvelden uit de Eerste Wereldoorlog, gelegen in het Belgische dorp Zillebeke. De begraafplaats ligt 1,1 km ten oosten van het dorpscentrum en werd ontworpen door Edwin Lutyens. Het terrein is 4.856 m² groot en wordt onderhouden door de Commonwealth War Graves Commission. Aan de oostelijke zijde bevindt zich het toegangsgebouw met boogvormige doorgang. Het Cross of Sacrifice staat centraal geplaatst aan de westelijke zijde.
Er worden 308 doden herdacht waaronder 52 niet geïdentificeerde.

## Geschiedenis
Ten oosten van het dorp was er een aanplant van een klein bosje (en:copse) die door de troepen Maple Copse (Esdoornbosje) werd genoemd. In die omgeving stonden Advanced Dressing Stations (vooruitgeschoven medische posten) opgesteld. Tijdens de hevige gevechten om Mount Sorrel (juni 1916) vielen er veel slachtoffers die dan hier werden begraven. Vooral de manschappen van de Canadese 3de divisie leden zware verliezen. Vele graven werden toen vernietigd door vijandelijke beschietingen. Na de slag konden van de oorspronkelijke doden op de begraafplaats, die ten noorden van het bosje lag, slechts 78 gelokaliseerd worden. Deze graven liggen onregelmatig verspreid over het terrein. De overige 230 doden, van wie de graven niet teruggevonden zijn, worden herdacht met Special Memorials. Hun grafzerken staan in regelmatige evenwijdige rijen opgesteld.
Er worden 154 Britten (waarvan 40 niet geïdentificeerd konden worden) en 154 Canadezen (waarvan 12 niet geïdentificeerd konden worden) herdacht.
Deze begraafplaats werd in 2009 als monument beschermd.

## Minderjarige militairen
- de Canadese soldaat F. Laing was slechts 15 jaar toen hij op 11 mei 1916 sneuvelde.
- de soldaten Raymond C. Burton, Daniel A. Ferguson, Joseph W. Lumsdon, John W. Randles en Charles L. Ratchford waren slechts 17 jaar toen ze sneuvelden.